# Helcostizus tibialis
Helcostizus tibialis är en stekelart som beskrevs av Henry Keith Townes, Jr. 1962. Helcostizus tibialis ingår i släktet Helcostizus och familjen brokparasitsteklar. Inga underarter finns listade i Catalogue of Life.